# 중고책

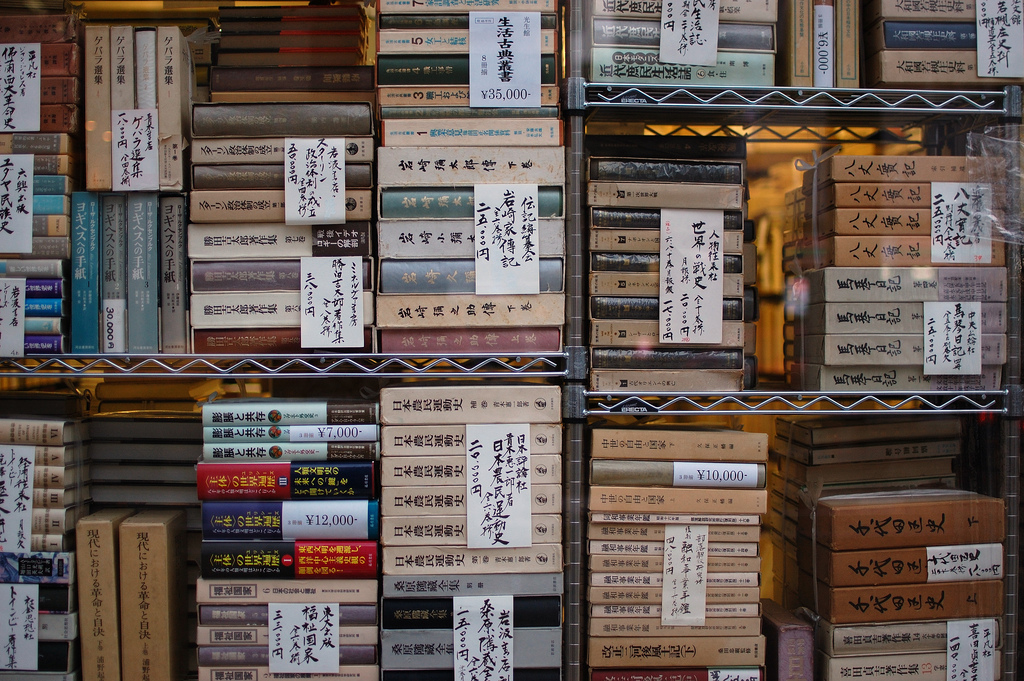
일본의 서점에 있는 중고책

중고책 또는 헌책은 출판사나 소매상이 아닌 개인이나 도서관과 같은 이전 소유자가 소유했던 책이다.

## 판매

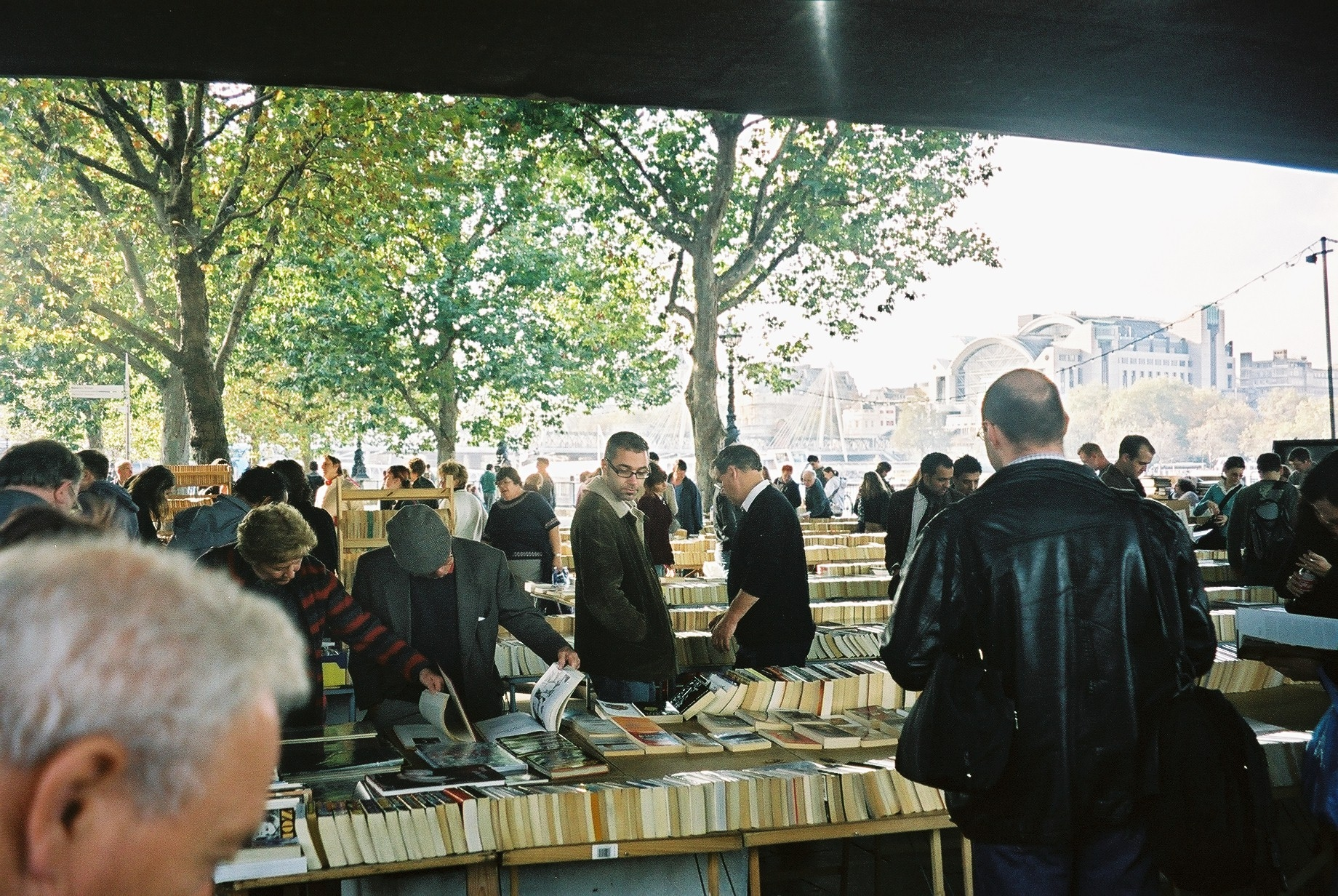
영국 런던의 사우스 뱅크 북 마켓

중고책은 일반적으로 중고 시장, 교회 중고책 판매 또는 중고 서점에 판매되거나 기부될 때 시장에 나온다. 이 책들은 보통 새 책 가격의 절반 또는 4분의 3 가격으로 판매되지만, 희귀하거나 여전히 수요가 많거나 구하기 어려운 책들은 이보다 더 비싸게 팔릴 수도 있다.
일반적인 책 판매는 온라인 쇼핑의 등장과 함께 감소했다. 그러나 개인들이 직접 중고책을 판매할 수 있는 전용 온라인 소매점들이 있다. 일부 소매점들은 중고책을 제3자 시장을 통해 판매하도록 허용하기도 한다.
일부 새 서점도 중고책을 취급하고, 일부 중고 서점도 새 책을 판매한다. 비록 원래 작가나 출판사는 중고책 판매로 인해 재정적 이득을 얻지 못하지만, 이는 오래된 책들이 계속 유통되는 데 도움이 된다. 때로는 매우 오래되거나 희귀하거나 초판이거나 골동품이거나 단순히 절판된 책들이 중고 서점에서 발견될 수 있다.
대학 교과서는 종종 중고로 구매된다. 학생들은 비용을 절약하기 위해 중고로 구매하거나 정가로 구매한 책을 되팔기도 한다. 이 책들은 중고 시장이나 학교 자체를 통해 판매된다.

## 상태
독서용 책은 많이 사용되었을 수 있고, 형광펜 표시, 마지널리아, 헌정 글 등이 포함될 수 있으며, 독서하기에는 적합하지만 소장 가치는 없다. 이는 중고책 사업에서 사용되는 용어로, 소장 가치가 없음을 나타내면서도 책을 실제로 읽는 데 주로 관심 있는 구매자에게 충분히 양호한 상태임을 주장한다. 독서용 책은 일반적으로 소장용 책보다 저렴하다.

## 서점가

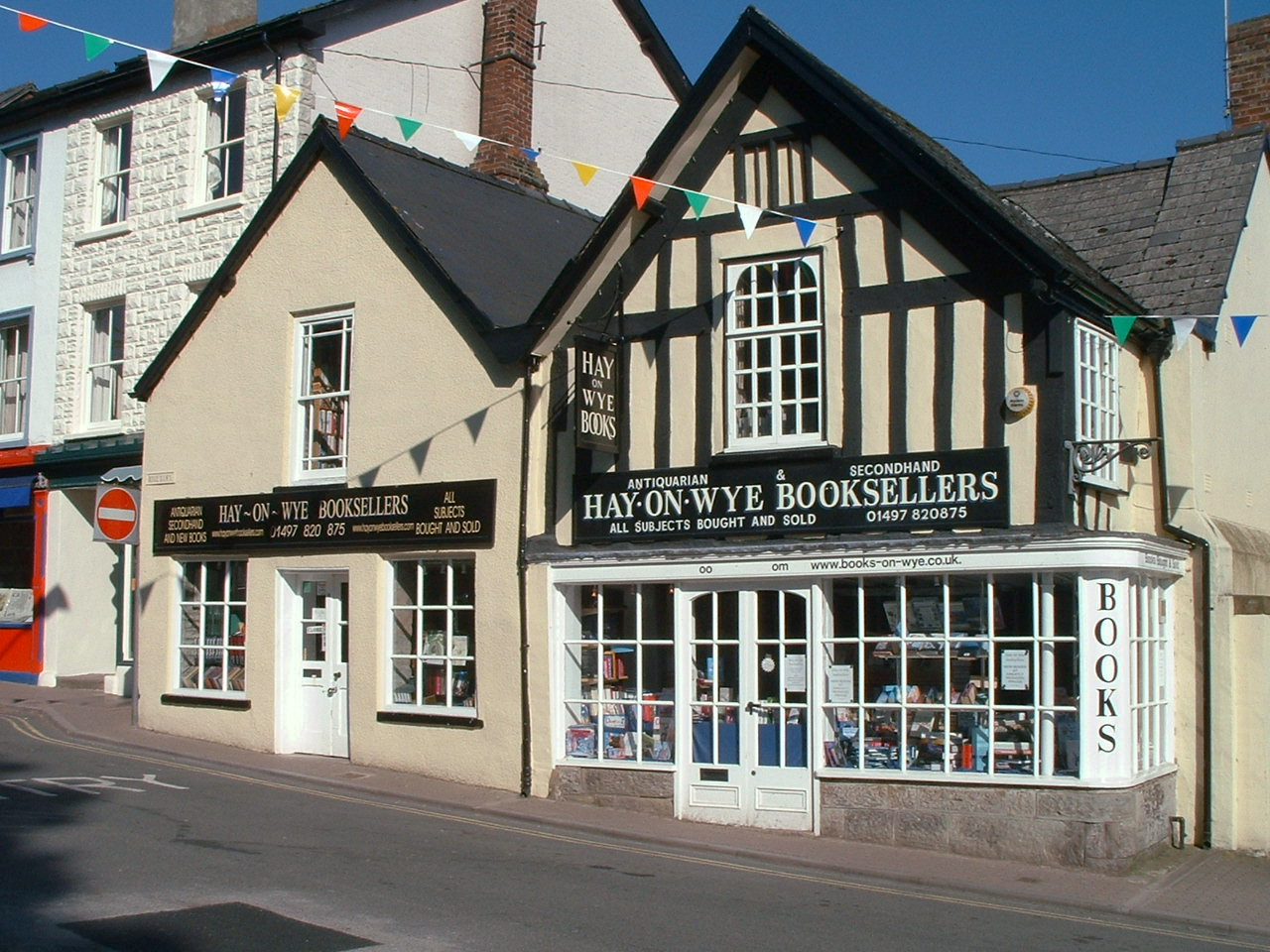
헤이온와이의 중고 서점

여러 작은 마을들이 중고 서점의 중심지가 되었으며, 특히 사우스 웨일스의 헤이온와이가 유명하다. 이 마을들은 구매자들을 끌어들이는 자석 역할을 하며, 아름다운 경관을 자랑하는 시골 지역에 위치해 있다.

## 같이 보기
- 장서취미
- 장서광
- 책 교환
- 도서 판매
- 책방 도둑질
- 최초 판매 원칙